# غوفر مستقيم
غوفر مستقيم (الاسم العلمي:Orthogeomys) هو جنس من الحيوانات يتبع فصيلة الغوفرية من رتبة القوارض.

## ضروب وأنواع
- ضرب الغوفر الكبير (الاسم العلمي:Orthogeomys subg. Macrogeomys)
  - غوفر شيريكي (الاسم العلمي:Orthogeomys cavator)
  - غوفر شيري (الاسم العلمي:Orthogeomys cherriei)
  - غوفر دارن (الاسم العلمي:Orthogeomys dariensis)
  - غوفر متغير (الاسم العلمي:Orthogeomys heterodus)
  - غوفر نيكاراغوي (الاسم العلمي:Orthogeomys matagalpae)
  - غوفر تاليري (الاسم العلمي:Orthogeomys thaeleri)
  - غوفر اندرودي (الاسم العلمي:Orthogeomys underwoodi)
- ضرب الغوفر المنتصب (الاسم العلمي:Orthogeomys subg. Orthogeomys)
  - غوفر وجاري (الاسم العلمي:Orthogeomys cuniculus)
  - غوفر جسيم (الاسم العلمي:Orthogeomys grandis)